# Liste der Kulturdenkmale in Salbke
In der Liste der Kulturdenkmale in Salbke sind alle Kulturdenkmale des zur Stadt Magdeburg gehörenden Stadtteils Salbke aufgelistet. Grundlage ist das Denkmalverzeichnis des Landes Sachsen-Anhalt, das auf Basis des Denkmalschutzgesetzes vom 21. Oktober 1991 erstellt und seither laufend ergänzt wurde (Stand: 31. Dezember 2022). 

## Denkmale in Salbke
| Lage | Bezeichnung                    | Beschreibung | Erfassungs- nummer | Ausweisungsart               | Bild                           |
| --- | ------------------------------ | --- | ------------------ | ---------------------------- | ------------------------------ |
| Alt Salbke 6-10 (Karte)                                                                                 | Maschinenfabrik Buckau R. Wolf | Fabrik, Es ist die Produktionshalle der Schwermaschinenbaukombinat Karl Liebknecht (SKL), genau die Fabrikationshalle für Rohrschlangenbau. An der Nordostecke der Fabrikhalle befindet sich ein Uhrenturm. In dem Werk wurden die Rohre mit Sand gefüllt um diese beim Biegen zu stabilisieren.                      | 094 81836          | Baudenkmal                   | Maschinenfabrik Buckau R. Wolf |
| Alt Salbke 6-10 (Karte)                                                                                 | Die sieben Künste              | Glasbild, von Walter Bischof, um 1951. Die Maße betragen etwa 3 mal 4 Meter. Dargestellt sind die Künste Dichtung, Musik, Schauspiel, Tanz, Architektur und Bildhauerei in abstrahierender Darstellung. | 094 71163          | Baudenkmal                   | BW                             |
| Alt Salbke 6-10 (Karte)                                                                                 | Werkshalle                     | Gießereigebäude, Gießerei der Maschinenfabrik Rudolf Wolf, später Schwermaschinenbaukombinat Karl Liebknecht (SKL) | 094 81835          | Baudenkmal                   | Werkshalle                     |
| Alt Salbke 6-10 (Karte)                                                                                 | Presse                         | Die Kümpelpresse wurde etwa 1910 erbaut, der Hersteller war die Kalker-Werkzeugmaschinen-Fabrik in Köln-Kalk. Im Jahre 2010 wurde die Presse in das Technikmuseum Magdeburg umgesetzt. Genutzt wurde die Presse zur Herstellung von Kesselböden von Lokomotiven.                                                      | 094 81812          | Baudenkmal                   | Presse                         |
| Alt Salbke 6-10 (Karte)                                                                                 | Werkhalle                      | Kesselschmiede der ehemaligen Maschinenfabrik Rudolf Wolf | 094 81834          | Baudenkmal                   | Werkhalle                      |
| Alt Salbke 11-13 (Karte)                                                                                | Ausbesserungswerk              | Reichsbahnausbesserungswerk | 094 80855          | Baudenkmal                   | Ausbesserungswerk              |
| Alt Salbke 11, 12, 13, im Süden Magdeburgs zwischen der Magdeburg-Leipziger Bahnlinie und der Stromelbe | Wasserwerk                     | Wasserwerk | 094 80856          | Baudenkmal                   |                                |
| Alt Salbke 110 A (alt: 11, 13), Am Kuhanger westlich der Sülzemündung in die Elbe (Karte)               | Salbker Wasserturm             | Wasserturm Der Wasserturm mit Maschinenhaus wurde von 1893 bis 1894 erbaut, in Betrieb genommen wurde das Wasserwerk im Jahre 1895. Der Turm beinhaltet ein Doppelbehälter mit etwa 1000 Kubikmeter Inhalt. Das Besondere an dem Turm ist der Schornstein in der Mitte des Wasserturms, der über den Turm hinausragt. | 094 80856 001      | Teilobjekt eines Baudenkmals | Weitere Bilder                 |
| Alt Salbke 50 (Karte)                                                                                   | Kulturhaus „Wilhelm Pieck“     | Wohnhaus Das Wohnhaus ist heute das Kulturhaus „Wilhelm Pieck“. Erbaut wurde das Haus etwa 1880/1890. Das Haus hat drei Geschosse, die Fassade ist reich geschmückt. | 094 16555          | Baudenkmal                   | Kulturhaus „Wilhelm Pieck“     |
| Alt Salbke 51 (Karte)                                                                                   | Wohnhaus                       | Wohnhaus | 094 82642          | Baudenkmal                   | Wohnhaus                       |
| Alt Salbke 53 (Karte)                                                                                   | Glashütte                      | Glashütte | 094 16556          | Baudenkmal                   | Glashütte                      |
| Alt Salbke 53 (Karte)                                                                                   | Wohnhaus                       | Wohnhaus, gehörte zum Komplex der Glashütte Dörries | 094 71012          | Baudenkmal                   | Wohnhaus                       |
| Alt Salbke 59 (Karte)                                                                                   | Postamt Salbke                 | ehemaliges Postamt, jetzt als Wohnhaus genutzt | 094 71453          | Baudenkmal                   | Weitere Bilder                 |
| Alt Salbke 63 (Karte)                                                                                   | Verwaltungsgebäude             | Verwaltungsgebäude der Firma Fahlberg List & Co. | 094 82887          | Baudenkmal                   | Verwaltungsgebäude             |
| Alt Salbke 80 (Karte)                                                                                   | Kirche                         | Die evangelische Kirche wurde von 1866 bis 1867 erbaut. Es ist eine neugotische Kirche mit einem Westturm. Sie ist nach einem Muster von Friedrich August Stüler erbaut worden. Von der Ausstattung ist bis auf eine Sandsteintaufe, Teile des Gestühls und Teile der Chorverglasung nicht mehr vorhanden.            | 094 82799          | Baudenkmal                   | Weitere Bilder                 |
| Alt Salbke 102-106 (Karte)                                                                              | Wohnblock Alt Salbke 102-106   | Häusergruppe dreigeschossige Häusergruppe mit fünf Eingängen im Stil des Neuen Bauens von 1928/1929 | 094 17799          | Denkmalbereich               | Wohnblock Alt Salbke 102-106   |
| Alt Salbke 111 (Karte)                                                                                  | Gaststätte                     | Gaststätte | 094 71437          | Baudenkmal                   | Gaststätte                     |
| Freundschaftsweg 2, 2a, 3, 3a, 4, 4a, 5, 5a, 6, 6a, 7, 7a, 8, 8a, 9, 9a, 10, 10a (Karte)                | Siedlung                       | Arbeiterwohnsiedlung Reichsbahnausbesserungswerk | 094 82679          | Baudenkmal                   | Siedlung                       |
| Friedhofstraße 2 (Karte)                                                                                | Schule                         | Grundschule | 094 82628          | Baudenkmal                   | Schule                         |
| Friedhofstraße 5 (Karte)                                                                                | Wohnhaus                       | Wohnhaus | 094 82630          | Baudenkmal                   | Wohnhaus                       |
| Greifenhagener Straße 3 (Karte)                                                                         | Pfarrhof                       | Pfarrhof mit dem Taubenturm Salbke | 094 82803          | Baudenkmal                   | Pfarrhof                       |
| Greifenhagener Straße 7 (Karte)                                                                         | Schule                         | ehemalige Schule, heute als Bürgerhaus genutzt | 094 71411          | Baudenkmal                   | Schule                         |
| Gröninger Straße 2, 3 (Karte)                                                                           | Volksbad                       | ehemaliges Volksbad, heute als Veranstaltungszentrum genutzt | 094 82802          | Baudenkmal                   | Volksbad                       |
| Klosterhof 3 (Karte)                                                                                    | Klostergut                     | Turm und Mauerreste eines klösterlichen Wirtschaftshofes | 094 06323          | Baudenkmal                   | Klostergut                     |
| Repkowstraße 1 (Karte)                                                                                  | Wohnhaus                       | Wohnhaus | 094 76726          | Baudenkmal                   | Wohnhaus                       |
| Repkowstraße 2 (Karte)                                                                                  | St. Johannes Baptist           | katholische Kirche | 094 82835          | Baudenkmal                   | Weitere Bilder                 |

## Ehemalige Denkmale in Salbke
Das nachfolgende Objekt war ursprünglich ebenfalls denkmalgeschützt. Die Unterschutzstellung wurde dann jedoch aufgehoben.
| Lage                                                                                               | Bezeichnung                | Beschreibung | Erfassungs- nummer | Ausweisungsart | Bild                |
| -------------------------------------------------------------------------------------------------- | -------------------------- | --- | ------------------ | -------------- | ------------------- |
| Anstaltstraße 8 (Karte)                                                                            | Gemeindehaus Salbke        | ehemaliges Gemeindehaus, jetzt als Wohnhaus genutzt, wird zumindest seit 2009 nicht mehr als Denkmal geführt                                                                    | 094 82631          | Baudenkmal     | Gemeindehaus Salbke |
| Beyendorfer Straße 5, 6, 7, 8, Ottersleber Straße 60, Sülldorfer Straße 1, 2, 3, 5, 40, 41 (Karte) | Gartenstadt Lüttgen-Salbke | Siedlung, wird zumindest seit 2009 nicht mehr als Denkmal geführt | 107 15026          |                | BW                  |
| Friedhofstraße (Karte)                                                                             | Friedhofskapelle Salbke    | Von der 2009 abgerissenen ursprünglichen Friedhofskapelle ist im Inneren der 2011 neu errichteten Kapelle eine Dreifenstergruppe mit aufwendiger farbiger Glasmalerei erhalten. | 094 71412          | Baudenkmal     | Weitere Bilder      |

## Legende
In den Spalten befinden sich folgende Informationen:
- Lage: Nennt den Straßennamen und wenn vorhanden die Hausnummer des Kulturdenkmals. Die Grundsortierung der Liste erfolgt nach dieser Adresse. Der Link „Karte“ führt zu verschiedenen Kartendarstellungen und nennt die geographischen Koordinaten.
Link zu einem Kartenansichtstool, um Koordinaten zu setzen. In der Kartenansicht sind Baudenkmale ohne Koordinaten mit einem roten bzw. orangen Marker dargestellt und können in der Karte gesetzt werden. Baudenkmale ohne Bild sind mit einem blauen bzw. roten Marker gekennzeichnet, Baudenkmale mit Bild mit einem grünen bzw. orangen Marker.
- Offizielle Bezeichnung: Nennt den Namen, die Bezeichnung oder zumindest die Art des Kulturdenkmals und verlinkt, soweit vorhanden, auf den Artikel zum Objekt.
- Beschreibung: Nennt bauliche und geschichtliche Einzelheiten des Kulturdenkmals, vorzugsweise die Denkmaleigenschaften.
- Erfassungsnummer: Für jedes Kulturdenkmal wird in Sachsen-Anhalt eine 20stellige Erfassungsnummer vergeben. Die letzten zwölf Ziffern werden für die Untergliederung nach Teilobjekten genutzt und werden nur angegeben, soweit vergeben. In dieser Spalte kann sich folgendes Icon  befinden, dies führt zu Angaben zu diesem Baudenkmal bei Wikidata.
- Ausweisungsart: Die Einordnung des Denkmales nach § 2 Abs. 2 DenkmSchG LSA
- Bild: Ein Bild des Denkmales, und gegebenenfalls einen Link zu weiteren Fotos des Kulturdenkmals im Medienarchiv Wikimedia Commons. Wenn man auf das Kamerasymbol klickt, können Fotos zu Kulturdenkmalen aus dieser Liste hochgeladen werden: